# 菊池康弘
菊池 康弘（きくち やすひろ、1973年9月29日 - ）は、日本の俳優、声優。岩手県花巻市出身。アトミックモンキー所属。

## 略歴
奥羽大学文学部卒業。
以前はアドヴァンスプロモーション、RMEに所属していた。

## 人物
趣味・特技はプラモデル作り、カラオケ。柔道初段、三国志検定3級、ゴジラ検定中級を所持。
強直性脊椎炎という難病を患っている。

## 出演
太字はメインキャラクター。

### テレビアニメ
2012年
- 戦国コレクション（刑務官）

2014年
- ブラック・ブレット（自衛官）
- 姉ログ 靄子姉さんの止まらないモノローグ（教師）

2016年
- 機動戦士ガンダム 鉄血のオルフェンズ（ドルト組合員）
- アクティヴレイド -機動強襲室第八係-（官僚）
- 斉木楠雄のΨ難（運転手）
- クラシカロイド（運転手）
- Occultic;Nine -オカルティック・ナイン-（記者）

2017年
- 龍の歯医者
- 妖怪アパートの幽雅な日常（老人C）

2018年
- 覇穹 封神演義（趙天君）
- ゴールデンカムイ（2018年 - 2020年、兵士、宿泊客、灯台の夫婦） - 2シリーズ
- ウマ娘 プリティーダービー（記者、男性）
- BANANA FISH（医者）
- Back Street Girls -ゴクドルズ-（組員B）
- オーバーロードIII（ウロヴァーナ辺境伯）
- つくもがみ貸します（越中島の綱元、定右衛門）
- やがて君になる（先生）
- レイトン ミステリー探偵社 〜カトリーのナゾトキファイル〜（2018年 - 2019年、ネジー、エミール・メーガー）

2019年
- 転生したらスライムだった件（国王）
- さらざんまい（警察本部長、刑務官）
- Fairy gone フェアリーゴーン（ウェイター、キャスタル・ハロル） - 2シリーズ
- ダンジョンに出会いを求めるのは間違っているだろうかII（獣人）
- Dr.STONE（2019年 - 2023年、なとり） - 3シリーズ
- バビロン（日本政府外務大臣）

2020年
- けだまのゴンじろー（おじいさん）
- ソマリと森の神様（宿屋の主人）
- 白猫プロジェクト ZERO CHRONICLE（村人B）
- とある科学の超電磁砲T（長官）
- フルーツバスケット（警察官）
- ポータウンのなかまたち（店主ポー、リンゴ農家ポー）
- ぐらぶるっ!（魔物B、オジサン、客B）
- キングスレイド 意志を継ぐものたち（2020年 - 2021年、オーク2、アンデッド3）
- ひぐらしのなく頃に業（市長）

2021年
- ワンダーエッグ・プライオリティ（お客）
- 2.43 清陰高校男子バレー部（遠山医師）
- ゾンビランドサガ リベンジ（釣りおじさん）
- カードファイト!! ヴァンガード overDress（紳士 / じいや） - 2シリーズ
- セブンナイツ レボリューション -英雄の継承者-（教師）
- ましろのおと（木田祐介）
- ドラえもん（テレビ朝日版第2期）（2021年 - 2025年、覆面男、ゲーム屋さん、客）
- 死神坊ちゃんと黒メイド（執事長）
- 無職転生 〜異世界行ったら本気だす〜（酒場の店主）
- 白い砂のアクアトープ（ディレクター）
- プラオレ!〜PRIDE OF ORANGE〜（親父）

2022年
- マジカパーティ（ドラツリー）
- 名探偵コナン（2022年 - 2023年、鑑識員、支店長）
- 薔薇王の葬列（貴族A）
- メイドインアビス 烈日の黄金郷（干渉器）
- 機動戦士ガンダム 水星の魔女（クルー）
- アイドリッシュセブン Third BEAT!（室長）

2023年
- 虚構推理 Season2（戸平善太）
- 【推しの子】（マネージャー）
- ONE PIECE（2023年 - 2025年、ウォッカ王国国王、ベコリ王）
- 冒険者になりたいと都に出て行った娘がSランクになってた
- Helck（老人）

2024年
- 外科医エリーゼ（役人）
- 悪役令嬢レベル99 〜私は裏ボスですが魔王ではありません〜（番兵A）
- メタリックルージュ（防衛次官）
- 魔法科高校の劣等生（九鬼鎮）
- 異世界ゆるり紀行 〜子育てしながら冒険者します〜（盗賊のお頭）
- 転生貴族、鑑定スキルで成り上がる（ドリスト、フレードル・バンドル、軍医）

2025年
- わたしの幸せな結婚（笹本）
- メダリスト（試験官）
- 青のミブロ（近藤周助）
- 外れスキル《木の実マスター》 〜スキルの実（食べたら死ぬ）を無限に食べられるようになった件について〜（馬車の御者）
- 君のことが大大大大大好きな100人の彼女（研究者B）
- クラスの大嫌いな女子と結婚することになった。（老人B）
- 九龍ジェネリックロマンス（男性キャスター）
- 俺は星間国家の悪徳領主!（刑事）
- 機動戦士Gundam GQuuuuuuX（モスク・ハン）
- アン・シャーリー（医者）
- ヴィジランテ-僕のヒーローアカデミア ILLEGALS-（航一の父）
- Turkey!（武士）

### 劇場アニメ
- 君の名は。（2016年）
- 曇天に笑う〈外伝〉 〜桜華、天望の架橋〜（2018年、喜多）
- 天気の子（2019年）[27]
- BLACKFOX（2019年、スミス）
- Fate/Grand Order -終局特異点 冠位時間神殿ソロモン-（2021年、老人）
- すずめの戸締まり（2022年）
- BLUE GIANT（2023年）
- アリスとテレスのまぼろし工場（2023年、市民G）

### OVA
- ストライク・ザ・ブラッド IV（2020年、獣人）

### Webアニメ
- モンスターストライク（2018年、デーモン）
- ゼノンザード THE ANIMATION（2020年、Inquisitor）
- 攻殻機動隊 SAC_2045（2020年、ゲイリー・ハーツ、老人、用務員）
- テルマエ・ロマエ ノヴァエ（2022年、剣闘士、男性、男、伝令）
- Tekken: Bloodline（2022年、リロイ・スミス[28]）

### ゲーム
- ワイルドアームズ クロスファイア（クレッセン）
- SIREN:New Translation（屍人）
- 三国群英伝2（プレイヤーボイス）
- 信長の野望・大志（徳川家康 他）
- 共闘ことばRPG コトダマン（トリ首領、ヴァル幹 他）
- プレカトゥスの天秤（バート・ラザフォード[29]）
- 三國志14（呂布 他）

### 吹き替え

#### 担当俳優
ヴィンス・ヴォーン
- 噂のギャンブラー（ロージー）
- ブルータル・ジャスティス（トニー・ルラセッティ）
- 南の島のリゾート式恋愛セラピー（デイブ）※DVD版

#### 映画（吹き替え）
- アース・レスキュー・デイ（ゼン・ヂンウー局長〈ユー・ロングァン〉）
- アイ・アム・ソルジャー SAS英国特殊部隊（プリチャード少佐〈イアン・ピリー〉）
- アイデア・オブ・ユー 〜大人の愛が叶うまで〜
- 愛と哀しみの旅路 ※Disney+版
- アイ・フィール・プリティ! 人生最高のハプニング
- アウトロー・キング スコットランドの英雄 ※Netflix版
- ASSASSIN アサシン（レイ〈キューバ・グッディング・ジュニア〉）
- アバンダンド 太平洋ディザスター119日（ジョン〈ピーター・フィーニー〉）
- ある日どこかで（ボーンズ〈ブルース・ジャーコウ〉[31]）※BSテレ東版
- アンカット・ダイヤモンド
- アンダー・ザ・シルバーレイク
- アンチャーテッド（船長[32]）
- イヤー・オブ・ザ・スネーク 第四の帝国（ディマ〈マックス・リーメルト〉）
- インパクト・クラッシュ（サントーシュ・デーヴラージ副長〈アトゥル・クルカルニー〉）
- インビジブル・ユース ニュージェネレーション
- ヴィーガンズ・ハム（マルク・ブラシャール〈ジャン＝フランソワ・キエレイ〉[33]）
- ウォーキング・ウィズ・エネミー/ナチスになりすました男（ホルティ〈ベン・キングズレー〉）
- ウォリアー（エイバート〈デレク・デ・リント〉）
- 海の上のピアニスト（港長〈ニール・オブライエン〉）※BD版
- エージェント・スティール（サム)
- エンド・オブ・ザ・ワールド（ウォーレン〈ロブ・コードリー〉）
- エンド・オブ・ステイツ（ウェイド・ジェニングス〈ダニー・ヒューストン〉）
- おとなの事情（ロッコ〈マルコ・ジャリーニ〉）
- オッペンハイマー（イジドール・ラビ〈デヴィッド・クラムホルツ〉[34]）
- オフィサー・ダウン（オレグ〈オレッグ・タクタロフ〉）
- オン・ザ・カム・アップ
- オンリー・ザ・ブレイブ（コールドウェル）
- ガガーリン 世界を変えた108分（セルゲイ・コロリョフ）
- かけがえのない人（タック〈ジェラルド・マクレイニー〉）
- カットバンク（ジョー・バレット〈オリヴァー・プラット〉）
- カンダハル 突破せよ（ローマン〈トラヴィス・フィメル〉[35]）
- キッズ・レボリューション（ジーク〈ジミー・リンドストロム〉）
- キラーズ・セッション（謎の男〈ゲイリー・オールドマン〉）
- クーリエ 過去を運ぶ男
- グリーン・ナイト（緑の騎士〈ラルフ・アイネソン〉）
- クロッシング・デイ（ブライアン〈マーク・ラファロ〉）
- ゴースト・ストーリーズ 英国幽霊奇談（フィリップ・グッドマン教授〈アンディ・ナイマン〉）
- コールド マウンテン（スタブロッド・シューズ〈ブレンダン・グリーソン〉）※Netflix版
- 氷の上のふたり（スペック〈ピーター・マクニール〉）
- ゴリラのアイヴァン（マイク〈ケビン・マテュリン〉）
- 殺し屋（アヴィ〈リチャード・ドレイファス〉）
- コロンビアーナ（ウィリー）
- サウルの息子
- サスペクト -薄氷の狂気-（クーパー〈ベン・キングズレー〉）
- ザ・タワー 超高層ビル大火災（カン・ヨンギ〈ソル・ギョング〉）
- ザ・フォーリナー/復讐者（ジム・カヴァナー）
- ジャングル・クルーズ（イタリア男[36]）
- 15時17分、パリ行き
- 祝宴!シェフ（蠅師〈クー・イーチェン〉、鬼頭師〈キン・ジェウェン〉）
- ジュラシック・ワールド/炎の王国
- 女王陛下のお気に入り
- ジョン・ウィック:パラベラム（管理人〈ロビン・ロード・テイラー〉[37]）
- 死霊船 メアリー号の呪い（デヴィッド〈ゲイリー・オールドマン〉）
- シング・フォー・ミー、ライル[38]
- シン・ジョーズ（ロトガー）
- スーパー!（ジョン・フェルクナー刑事〈グレッグ・ヘンリー〉）
- スランバーランド
- セルジオ: 世界を救うために戦った男（ギル〈ブライアン・F・オバーン〉）
- 曹操暗殺 三国志外伝（伏完〈ニー・ダーホン〉）
- ソウルの春（チョン・サンホ〈イ・ソンミン〉[39]）
- ソルジャー・ゴールド（ジョン・クリース〈ロジャー・E・モーズリー〉）※DVD版
- ソフィー・マルソーのSEX LOVE＆セラピー（ブルーノ〈フィリップ・ルルーシュ〉）
- ダークサイド（トミー〈アーニー・ライヴリー〉）
- ターニング・タイド 希望の海（ヤン〈フランソワ・クリュゼ〉）
- 大脱出3（ウー・ジャン〈ラッセル・ウォン〉）
- タイムトラベラーの系譜シリーズ（サンジェルマン伯爵〈ペーター・シモニスチェク〉）
  - タイムトラベラーの系譜 ルビー・レッド
  - タイムトラベラーの系譜 サファイア・ブルー
  - タイムトラベラーの系譜 エメラルド・グリーン
- タイラー・レイク -命の奪還-2[40]
- 007/ノー・タイム・トゥ・ダイ（ハーディ[41]）
- ダラス・バイヤーズクラブ（T.J.〈ケヴィン・ランキン〉）
- チケット・トゥ・パラダイス（司祭）
- チャンス!（マッドドッグ〈デヴィッド・オハラ〉）
- ツイスターズ[42]
- 21ブリッジ（スペンサー〈キース・デイヴィッド〉）
- トマホーク ガンマンvs食人族（ハント〈カート・ラッセル〉）
- ドライブアウェイ・ドールズ（サントス〈ペドロ・パスカル〉[43]）
- トレイン・ミッション（トニー〈アンディ・ナイマン〉）
- ノー・セインツ 報復の果て（サンズ〈ロン・パールマン〉[44]）
- バーク アンド ヘア（ウィリアム・バーク〈サイモン・ペッグ〉）
- バイオハザード: ウェルカム・トゥ・ラクーンシティ[45]
- ハイジ アルプスの物語（セバスチャン〈ペーター・ローマイヤー〉）
- 博士と狂人
- 白髪妖魔伝（魏忠賢〈ニー・ダーホン〉）
- 運び屋（メヒコ2[46]）※BSテレ東版
- バットマン vs スーパーマン ジャスティスの誕生 アルティメット・エディション
- ハロウィンシリーズ（フランク・ホーキンス〈ウィル・パットン〉）
  - ハロウィン
  - ハロウィン KILLS
  - ハロウィン THE END
- 犯罪都市（マ・ソクト〈マ・ドンソク〉）
- ピッチ・パーフェクト（ミッチェル博士）
- ビニー/信じる男（コッター）
- ピノキオ
- ビューティフル・ボーイ（ブラウン）
- スリー・ジャスティス 孤高のアウトロー（ボブ・オリンジャー〈アダム・ボールドウィン〉）
- ビルとテッドの時空旅行 音楽で世界を救え!（ルイ・アームストロング〈ジェレマイア・クラフト〉[47]）
- ファーザー（男〈マーク・ゲイティス〉[48]）
- ファイティン!（マーク〈マ・ドンソク〉）
- ファミリー・マン ある父の決断（ルー・ウィーラー〈アルフレッド・モリーナ〉）
- フィスト・オブ・レジェンド（ドッキュ〈ファン・ジョンミン〉）
- フォービドゥン/呪縛館（テディ〈マイケル・ランデス〉）
- ブライトバーン/恐怖の拡散者（EJ〈スティーヴ・エイジー〉[49]）
- フランス特殊部隊RAID（ウジェーヌ・フロワサー〈ダニー・ブーン〉）
- プリズン・エスケープ 脱出への10の鍵（デニス〈イアン・ハート〉[50]）
- ブルータリスト（ジム・シンプソン〈ミヒャエル・エップ〉）
- ブレンダンとケルズの秘密（エイダン）
- プロヴァンスの休日（ポール〈ジャン・レノ〉）
- プロジェクトV（チョン・クォックラップ〈ジャクソン・ルー〉[51]）
- ペインテッド・ヴェール ある貴婦人の過ち（ユー〈アンソニー・ウォン〉）
- ベル＆セバスチャン（セザール〈チェッキー・カリョ〉）
- ポーラー 狙われた暗殺者（ローマス）
- 魔女がいっぱい（ジェンキンス氏〈チャールズ・エドワーズ〉[52]）
- マダム・ウェブ[53]
- マレガオンのスーパーボーイズ〜夢は映画と共に〜
- ミッション:インポッシブル/ローグ・ネイション（突入兵士）
- ミッシング・デイ（スティーブン〈ライアン・フィリップ〉）
- ムカデ人間3（ジョーンズ医師〈クレイトン・ローナー〉）
- 燃えよ! じじぃドラゴン 龍虎激闘（セン〈チェン・クァンタイ〉）
- MONSTER モンスター（ノールトン〈グレッグ・ヘンリー〉）
- ライダーズ・オブ・ジャスティス（オットー・ホフマン〈ニコライ・リー・カース〉[54]）
- ラストナイト・イン・ソーホー（カビー〈ポール・ブライトウェル〉[55]）
- リーコン1942 ナチス侵攻阻止作戦（フェドート・ヴァスコフ〈ピョートル・フョードロフ〉）
- リベンジ・ファイト 相棒は天才ハッカー!?（ガルサ〈オマール・チャパーロ〉）
- 霊幻道士 こちらキョンシー退治局（ゴン道士〈ユエン・チュンヤン〉）
- 牢獄処刑人（タタン〈ジョエル・トレ〉）
- ロブスター（舌足らずの男〈ジョン・C・ライリー〉）
- ワイルド・ストーム（マイケルズ）

#### ドラマ
- アウトランダー シーズン4
- After Life/アフター・ライフ（レイ）
- アメリカン・ホラー・ストーリー: 黙示録（ビホールド）
- イエローストーン（ダン・ジェンキンス〈ダニー・ヒューストン〉）
- 梨泰院クラス（キム室長）
- 今、私たちの学校は…
- インスティンクト -異常犯罪捜査-
- ヴァイキング 〜海の覇者たち〜（予言者）
- ヴェルサイユ（ジャック）
- APB ハイテク捜査網（スコット）
- エレメンタリー ホームズ&ワトソン in NY
- オーレ殺人事件（ラフェ・ヘレラ〈フランシスコ・ソブラド〉）
- オザークへようこそ（ラース）
- 女刑事マーチェラ シーズン2（ナイジェル）
- カウンターパート/暗躍する分身（ファンチャー）
- キャッスルロック（リーブス）
- 9-1-1: LA救命最前線
- クイズ 〜100万ポンドを夢見た男〜（デヴィッド・リディメント〈リスタード・クーパー〉[56]）
- グッド・ドクター 名医の条件（アレックス・パク〈ウィル・ユン・リー〉）
- 刑事モース〜オックスフォード事件簿〜
- 項羽と劉邦 King's War（張耳〈チャン・シーチェン〉、韓談〈リウ・ヨン〉）
- ザ・ステアケース-偽りだらけの真実-（デヴィッド・ルドルフ〈マイケル・スタールバーグ〉）
- ザ・クラウン（ハロルド・ウィルソン）
- ザ・ボーイズ（スタン・エドガー）
- ザ・ホーンティング・オブ・ヒルハウス（ダドリー）
- ジ・アメリカンズ シーズン6
- シー・ハルク:ザ・アトーニー
- Zネーション ファイナル・シーズン
- Titans/タイタンズ
- ダウントン・アビー シーズン4、6（ネイピア）
- トランスペアレント シーズン5 （ハワード）
- ナルコの神（パク・ウンス）[57]
- THE BRIDGE/ブリッジ（オーケ、検死官）
- ブラッド&トレジャー 伝説の秘宝（エイデン・ショー）
- HOMELAND シーズン7（サム・ペイリー〈ディラン・ベイカー〉）
- ボクらを見る目（タリオーニ)
- マスター・オブ・ゼロ（ベンジャミン）※シーズン1のみ
- メンタリスト シーズン4、6
- フィアー・ザ・ウォーキング・デッド シーズン4～（ウェンデル）
- リーサル・ウェポン シーズン3（アンドリュー）
- レジデント 型破りな天才研修医 シーズン2（ゴードン）
- レバレッジ 〜詐欺師たちの流儀 シーズン5
- FARGO/ファーゴ2（ハンジー・デント）
- ザ・ラストシップ シーズン5（ジョシュア・リース大統領）
- ラ・テンプランサ 〜20年後の出会い〜（カラファト）
- レガシーズ（ジェド）
- モナーク: レガシー・オブ・モンスターズ（ティム）
- ロング・ロード・ホーム（ロバート・ミルテンバーガー二等軍曹〈ジェレミー・シスト〉）

#### アニメ
- ギレルモ・デル・トロのピノッキオ[58]
- 氷の国のスイフティ 北極危機一髪!（オットー・ヴァン・ウォルラス[59]）
- スポンジ・ボブ
- コング/猿の王者（レオ・レミー博士）
- ザ・スーパーマリオブラザーズ・ムービー
- サミーと海の仲間たち（サミー）
- 白雪姫の赤い靴と7人のこびと（魔法の鏡[60]）
- ストレンジ・ワールド/もうひとつの世界[61]
- スポンジ・ボブ: スポンジ・オン・ザ・ラン（ポセイドン王）
- トランスフォーマー アドベンチャー（自動アナウンス、ベクタープライム）
- パウ・パトロール（タンカーの船長）
- はたらくクルマのスティンキーとダーティー（スペーシー）
- パフィンの小さな島（バーニー[62]）
- ミューン 月の守護者の伝説（フランス語版）（ユール）
- ミラベルと魔法だらけの家（オスバルド[63]）
- モンスターズ・ワーク（アーガス・ブリンクス）
- レスキューせんエリアスと海ではたらく仲間たち（トローラー）
- ソニックプライム

#### その他
- ヒストリーチャンネル
  - ケイジャンお宝鑑定団ポーンスターズ
  - アメリカお宝鑑定団ポーンスターズ（ダニー 他）
  - アメ車カスタム専門 カウンティング・カーズ（ライアン、ドク）

### 映画
- アウトレイジ（2010年）
- 聯合艦隊司令長官 山本五十六（2011年、将校）

### 特撮
- シン・ゴジラ（2016年[64]、菊池特殊建機第二小隊長、貝塚ヘリ隊長の声）
- ウルトラマンデッカー（2022年、ヤプールの声）
- シン・仮面ライダー（2023年）

### 舞台
- グワィニャオン「池田屋・裏 2012」（天王洲 銀河劇場）杉村義衛
- グワィニャオン第19回 本公演 「番外 池田屋・裏」（東京芸術劇場小ホール1） 杉村義衛
- グワィニャオン「音小増と殻少女」改め「IのMEMORIES」　ウソマコト(T★1演劇グランプリ決勝大会 グランプリ受賞)
- マッチョドラゴン「お〜い！竜馬【青春篇】」　山内容堂
- コロッケ特別公演「泣きむし万吉〜渡世人、やめます」（中日劇場/新宿コマ劇場）

### イベント
- 仮面ライダービルド スペシャルイベント（2018年、ショッカー戦闘員・緑田の声）

### その他
- メッツァ・ムーミンバレーパーク（2019年3月16日 - 、ムーミンパパ[65]）

### シリーズ一覧
1. ↑  第一期（2018年）、第三期（2020年）
2. ↑  第1クール（2019年）、第2クール（2019年）
3. ↑  第1期（2019年）、第2期（2021年）、第3期『NEW WORLD』（2023年）
4. ↑  Season1（2021年）、Season2（2021年）